# باتريك بول
باتريك بول (بالألمانية: Patrick Pohl)‏ هو لاعب هوكي الجليد ألماني، ولد في 8 يناير 1990 في برلين في ألمانيا.

## وصلات خارجية
- باتريك بول على موقع EliteProspects.com (الإنجليزية)
- باتريك بول على موقع Eurohockey.com (الإنجليزية)
- باتريك بول على موقع HockeyDB.com (الإنجليزية)